# L'Heure du crime (film, 1987)
Pour les articles homonymes, voir L'Heure du crime.
Pour plus de détails, voir Fiche technique et Distribution.
L'Heure du crime (The Killing Time) est un film américain réalisé par Rick King (en), sorti en 1987.

## Fiche technique
- Titre original : The Killing Time
- Titre français : L'Heure du crime
- Réalisation : Rick King (en)
- Scénario : Don Bohlinger, James Nathan et Robert L. Levy (en)
- Musique : Paul Chihara
- Pays de production : États-Unis
- Format : Couleurs - 1,85:1 - Stéréo
- Genre : thriller
- Durée : 94 minutes
- Date de sortie : 1987

## Distribution
- Beau Bridges : Sam Wayburn
- Kiefer Sutherland : l'étranger
- Wayne Rogers : Jake Winslow
- Joe Don Baker : Carl Cunningham
- Camelia Lynne : Laura Winslow
- Janet Carroll (en) : Lila Daggett
- Michael Madsen : Stu
- Shiri Appleby